# Brachymeles kadwa
Espèce
Brachymeles kadwa est une espèce de sauriens de la famille des Scincidae.

## Répartition
Cette espèce est endémique des Philippines. Elle se rencontre sur les îles de Luçon, de Calayan et de Camiguin.

## Étymologie
Le nom spécifique kadwa est un terme de la langue Hiligaïnon qui signifie ami et compagnon, en référence au soutien de Jessi M. Siler, l'épouse de Cameron D. Siler.

## Publication originale
- Siler & Brown, 2010 : Phylogeny-based Species Delimitation in Philippine Slender Skinks (Reptilia: Squamata: Scincidae: Brachymeles): Taxonomic Revision of Pentadactyl Species Groups and Description of Three New Species. Herpetological Monographs, vol. 24, no 1, p. 1-54 (texte intégral).